# جون شو (ضابط)
جون شو (بالإنجليزية: John Shaw)‏ هو ضابط أمريكي، ولد في 1773 في Mountmellick ‏ في جمهورية أيرلندا، وتوفي في 17 سبتمبر 1823 في فيلادلفيا في الولايات المتحدة.